# Bandzragczijn Bajanmönch
Bandzragczijn Bajanmönch – mongolski zapaśnik w stylu wolnym. Brązowy medalista w mistrzostw Azji w 2012 roku.